# Lieoux
Lieoux è un comune francese di 123 abitanti situato nel dipartimento dell'Alta Garonna nella regione dell'Occitania, nell'Arrondissement di Saint-Gaudens.
È stato costituito il 20 febbraio 2008 staccandosi dal comune di Saint-Gaudens.

## Società

### Evoluzione demografica
Abitanti censiti